# Direito penal brasileiro
O Direito penal brasileiro consiste no conjunto de leis incriminadoras postas pelo Estado brasileiro. Atualmente, é formado principalmente pelo Código Penal Brasileiro (Decreto-lei 2.848/40), composto de duas partes:
- Parte geral, amplamente reformada pela Lei nº 7.209/84 e que traz normas gerais atinentes aos fatos típicos e das regras de imputação; e
- Parte especial, que traz os crimes em espécie.

O ordenamento jurídico-penal brasileiro conta ainda com inúmeras leis extravagantes, dentre as quais se destacam a Lei nº 8.072/90 (Lei dos Crimes Hediondos), a Lei nº 7.210/84 (Lei de Execuções Penais) e a Lei nº 11.343/06 (Lei de Drogas).
A matéria processual penal é regulada principalmente pelo Código de Processo Penal (Decreto-lei nº 3.689/41) e pelas Leis nºs 9.099/95 (Lei dos Juizados Especiais) e 10.259/01 (Lei dos Juizados Especiais Federais).

## Direito Penal Colonial
Anteriormente a chegada dos portugueses, na primitiva civilização brasileira adotava-se a vingança privada, sem qualquer uniformidade nas reações penais. No entanto, Bernardino Gonzaga afirmava que os nossos silvícolas não desconheceram o talião, ainda que de modo empírico, a composição e a expulsão da tribo. Relativamente às formas punitivas predominavam as sanções corporais, sem tortura.
Na verdade, o primitivismo de nossos silvícolas não autoriza falar em uma verdadeira organização jurídico-social. Havia simplesmente regras consuetudinárias (tabus), comuns ao mínimo convívio social, transmitidas verbalmente e quase sempre dominadas pelo misticismo.
A partir do descobrimento do Brasil em 1500, passou a vigorar em nossas terras o Direito Lusitano. Nesse período, vigoravam em Portugal as Ordenações Afonsinas, publicadas em 1446, sob o reinado de D. Afonso V, consideradas como primeiro código europeu completo. Em 1521, foram substituídas pelas Ordenações Manuelinas, por determinação de D.Manuel I, que vigoraram até o advento da Compilação de Duarte Nunes de Leão, em 1569, realizada por determinação do rei D.Sebastião. Os ordenamentos jurídicos referidos não chegaram a ser eficazes, em razão das peculiaridades reinantes na imensa colônia. Na realidade, havia uma inflação de leis e decretos reais destinados a solucionar casuísmos da nova colônia; acrescidos dos poderes que eram conferidos com as cartas de coação, criavam uma realidade jurídica muito particular. O arbítrio dos donatários, na prática, é que estatuía o Direito a ser aplicado, e, como cada um tinha um critério próprio, era catastrófico o regime jurídico do Brasil Colônia.
Pode-se afirmar, sem exagero, que se instalou tardiamente um regime jurídico despótico, sustentado em um feudalismo à moda brasileira, com pequenos senhores, independentes entre si, e que, distantes do poder da coroa, possuíam um ilimitado poder de julgar e administrar os seus interesses. De certo modo, podemos afirmar que essa fase do Direito Brasileiro se compara as fases mais desumana e atroz da humanidade.
Formalmente, a lei penal que deveria ser aplicada no Brasil, naquela época, era a contida nos 143 títulos do livro V das Ordenações Filipinas, promulgadas por Filipe II, em 1603. Orientava-se no sentido de uma ampla e generalizada criminalização, com severas punições. Além do predomínio da pena capital, utilizava outras sanções cruéis, como o açoite, amputação de membros, as galés, degredo etc. Não se adotava o princípio da legalidade, ficando ao arbítrio do julgador a escolha da sanção aplicável. Esta rigorosa legislação regeu a vida brasileira por mais de dois séculos. O código Filipino foi ratificado em 1643 por D. João IV e em 1823 por D. Pedro I. E só viria a ser substituído em 1830 com a promulgação do Código Criminal do Império.